# PZL P.1

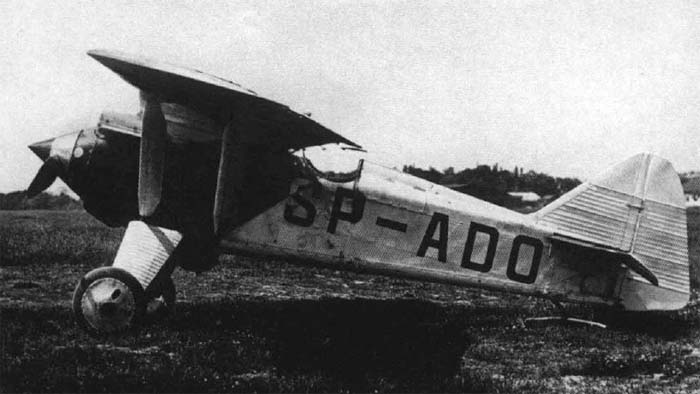
PZL P.1

Le PZL P1 est le premier avion produit par PZL. Il a été conçu par Zygmunt Puławski (en), son premier vol date d'août 1929, mais il est resté à l'état de prototype.